# Kościół św. Mikołaja w Świnach
Kościół św. Mikołaja w Świnach - kościół musiał istnieć już w 1319 r. wtedy to w dokumentach proboszczem mianowano Jana. Budowla posiada czworoboczną, smukłą wieżą. Styl budowli jest typowy dla obiektów tego typu z XIII w.
W kościele znajduje się późnogotycki ołtarz skrzyniowy z XV w.